# 쿠바 독립 전쟁
쿠바 독립 전쟁(영어: Cuban War of Independence, 스페인어 : Guerra de Independencia cubana)은 1895년부터 1898년에 걸쳐 쿠바에서 발발한 독립 전쟁이다. 1895년 2월 24일에 스페인 제국에서 독립을 위한 마지막 싸움은 시작되었다. 1898년 4월 25일에 미국이 개입하여, 결국 스페인-미국 전쟁으로 발전한다. 같은 해 8월 12일에 스페인은 항복 문서에 서명하고, 교전 상태가 종결되었다. 12월 10일에 파리 조약이 체결되어 쿠바의 독립이 승인되었다.

## 배경
10년 전쟁(1868년 ~ 1878년)이 끝난 뒤 17년 동안 쿠바의 사회는 근본적으로 변화해 갔다. 1886년 10월에 노예 제도가 폐지되었다. 원래의 노예는 농민이나 도시 노동자 계급 대열에 합류하게 되었다. 많은 부유한 쿠바 인이 재산을 잃고 도시의 중산층 대열에 합류했다. 설탕 농장을 주로 미국의 금융 자본이 대량으로 유입되기 시작했다. 1895년에는 그 투자액은 5,000만 달러에 달했다. 쿠바는 정치적으로는 스페인의 식민지로 남아 있었지만, 경제적으로 미국에 종속되어 있었다.
1892년 4월 10일에 호세 마르티는 쿠바 혁명당을 설립하고 독립을 향한 본격적인 활동을 시작했다

## 과정
1895년 2월 24일에 스페인의 지배에 반발하는 봉기가 각지에서 발발하면서, 독립 전쟁이 시작되었다. 마르티는 3월 25일에 같은 혁명군 지도자이자, 경쟁자인 막시모 고메즈의 동참도 얻어냈다. 도미니카 공화국에서 〈몬테크리스티 선언〉을 발표하고, 평등한 세상을 실현하기 위해 역사적 임무로 전투에 임할 것을 표명했다.
4월 1일 쿠바로 출발한 마르티와 고메즈 등 6명은 11일 쿠바 동부 해안에 상륙하여 진군을 시작했다. 마르티는 5월 19일에 스페인군의 매복에 당하여, 낙마해 죽는다.
그 후에 고메즈와 안토니오 마세오는 양측으로 갈라져 작전을 전개했다. 마세오는 1895년 12월 7일에 전사하였고, 서부 전선이 붕괴해 나가는 가운데 고메즈가 이끄는 부대는 스페인 군에 대한 공격을 계속한다. 이후 교착 상태에 돌입한다.
2년 이상이 경과하면서, 스페인 식민지 정부에 더 이상 전쟁을 꾸려갈 전쟁 자금이 남아 있지 않았다. 1898년 2월 15일에 미국 해군의 군함, ‘메인 호’ 폭발 사건이 발생해 스페인 해군에 의한 소행이라고 보도되었다. 식민지 정부는 자치권을 부여하고 반란군에 양보의 자세를 보였다. 스페인 군 사령관 라몬 블랑코는 반란군의 리더인 고메즈에 미국에 대한 공동 투쟁을 제안했지만 고메즈는 이를 단호히 거부했다.

## 미국-스페인 전쟁
1898년 4월 11일, 미국의 윌리엄 매킨리 대통령은 의회에 대해 쿠바에 미군 파견 여부를 교서를 제출한다. 19일 국회 쿠바의 자유와 독립을 요구하는 공동결의안을 압도적 다수로 채택하여, 대통령에게 국가 비상 권한을 부여하는 것을 승인했다. 4월 25일에 연방 의회는 정식으로 선전 포고를 발령했다.
7월 3일 산티아고 데 쿠바 해전에서의 패전과 같은 달, 7월 25일 푸에르토리코에 미군의 상륙에 의해 전쟁을 계속할 힘을 상실한 스페인은 12월 10일에 미국과 〈파리 조약〉을 체결하고 쿠바의 주권을 포기했다.
쿠바는 400년 가까이 이르렀던 스페인의 식민지 지배로부터 해방되어 1902년 5월 20일에 독립을 달성했다. 그러나 독립은 형식적인 일뿐 이후 미국의 보호국화가 진행하게 된다.